# Ljubov Galkina
Ljubov Vladimirovna Galkina (rusky Любовь Владимировна Галкина) (* 15. březen 1973 Alapajevsk) je ruská sportovní střelkyně ze vzduchovky a malorážky.

## Světový rekord
| Seo Sun Hwa Gao Jing Ljubov Galkina Du Li Ljubov Galkina Suma Shirur Ljubov Galkina Monika Haselsberger Barbara Lechner Zhao Yinghui Wu Liuxi Du Li Sonja Pfeilschifter Kateřina Emmons | 400 | Sydney, Austrálie Šanghaj, ČLR Mnichov, SRN Záhřeb, Chorvatsko Mnichov, SRN Kuala Lumpur, Malajsie Bangkok, Thajsko Athény, Řecko Tallinn, Estonsko Čangwon, Jižní Korea Mnichov, SRN Granada, Španělsko Milán, Itálie Peking, ČLR | 12. duben, 2002 22. duben, 2002 24. srpen, 2002 4. červen, 2003 14. červen, 2003 13. únor, 2004 22. únor, 2004 22. duben, 2004 5. březen, 2005 11. duben, 2005 11. červen, 2005 4. říjen, 2006 24. květen, 2008 10. srpen, 2008 |